# Barcani
Barcani là một xã thuộc hạt Covasna, România. Dân số thời điểm năm 2002 là 3849 người.